# Будинок молоді (Єреван)
Будинок молоді міста Єревана, в народі — Кукуруз, Крцац кукуруз — багатоповерховий архітектурний комплекс у місті Єреван. Було споруджено архітекторами Г. Г. Погосяном, А. А. Тарханяном, С. Є. Хачікяном, М. А. Закаряном і конструкторами Г. Г. Геворкяном, Г. І. Цатуряном, С. М. Багдасаряном на невеликому пагорбі на схилі Канакерського плато близько Парку Перемоги, удостоєно премії ЦК ВЛКСМ в галузі архітектури у 1981 році. Будівлю було розібрано в 2006 році.
До складу комплексу входила система терас і 14-поверховий готель на 500 місць, кіноконцертний зал на 1200 місць, на останньому поверсі розташовувалося кафе з обертовою підлогою на 100 місць. У першій терасі перебував критий басейн, адміністративні приміщення, творчі майстерні, лабораторії фото і кінолюбителів. На другій терасі розміщувалися зал одружень, бенкетні зали, дискотека, ресторан, кафе. На третій терасі — вестибюль готелю та бюро з обслуговування туристів.
Основу будівлі становили збірні залізобетонні конструкції. Готель являв собою 14-поверховий циліндр діаметром 10 метрів. В інтер'єрах використані мармур, фельзитовий туф, різнокольорові природні камені.
У 2006 році будівлю було знесено, як заявив головний інженер Єревану Самвел Данієлян, причиною тому став жалюгідний технічний стан споруди, у зв'язку з чим, воно не могло виконувати функції сучасного готелю.
До 2010 року на місці Будинку молоді планується побудувати 225-місцевий готель, будівництвом займається компанія IHG. Попередня розрахункова вартість проекту становить 50-70 млн доларів.